# Bavaria City Racing 2006
Bavaria City Racing is een Formule 1-demonstratie en parade van internationale raceauto's en coureurs uit de hoogste raceklasses.
In 2006 vond dit evenement plaats op 20 augustus. Ten opzichte van de vorige editie werd het parcours gewijzigd: de Willemsbrug over de Maas werd in het parcours opgenomen, waarbij de pijlers van de brug aan de Noordereiland-zijde als start/finish fungeerden. Via de Verlengde Willemsbrug, de Blaak en Coolsingel werd er richting Hofplein worden gereden, en weer terug.
Het evenement was weer voor het grootste deel gratis toegankelijk. De tribunes bevonden zich dit jaar aan de Verlengde Willemsbrug. Op de Willemsbrug en een klein stukje voor het stadhuis aan de Coolsingel stonden de VIP-tribunes.
Coureur Christijan Albers was ook dit jaar weer van de partij voor een demonstratie, ditmaal in zijn Midland. Ook Williams F1 verzorgde door een van zijn coureurs een demo. Formule 1 verslaggever Olav Mol en pitreporter Jack Plooij waren als commentator voor het publiek aanwezig. Naast de Formule 1 waren er ook demonstraties van de Formule 3 en Formule Renault.
In het voorprogramma was ook dit jaar weer de "Drive for Kids" opgenomen, met Christijan Albers, Ho-Pin Tung en Nicky Pastorelli. In deze parade werden de stoeltjes naast de coureurs verkocht. De volledige opbrengst hiervan zal gaan naar KidsRights.
Ondanks de regen ging het evenement door, maar het programma werd wel enigszins aangepast. Premier Jan Peter Balkenende en burgemeester Ivo Opstelten haalden door de regen tijdens de openingsronde in een Oldtimer Bentley een nat pak.

## Incident met dodelijke afloop
Na afloop van het evenement ontstonden in het vip-dorp enkele schermutselingen, waarbij een 26-jarige Rotterdammer door het lint ging en werd aangehouden door de beveiligers. Nadat hij het vip-terrein uit was gezet, kreeg hij last van versnelde ademhaling, waarna zijn adem stokte en moest worden gereanimeerd. Later op de avond bleek uit het onderzoek in het ziekenhuis dat de man ernstig inwendig hoofdletsel had opgelopen. Op dinsdagavond 22 augustus is hij overleden.
Op woensdagavond 23 augustus werd het slachtoffer in een stille tocht herdacht. De politie schatte het aantal aanwezigen bij aanvang op driehonderd, maar steeds meer mensen sloten zich bij de stoet aan. De tocht eindigde bij het vip-dorp.
Een beveiliger uit Sneek is door het Openbaar Ministerie op donderdag 24 augustus voorgeleid
wegens dodelijke mishandeling.